# Scyphoproctus guadalupensis
Scyphoproctus guadalupensis är en ringmaskart som beskrevs av Gillet 1986. Scyphoproctus guadalupensis ingår i släktet Scyphoproctus och familjen Capitellidae. Inga underarter finns listade i Catalogue of Life.